# ARL-44
ARL 44とは第二次世界大戦直後に生産されたフランスの重戦車である。
ドイツ占領下のフランスで秘密裏にB1-bisを参考に開発された。戦後、60輌が完成したのみで、すぐに退役した。
ARL 44はルクレール登場までフランスが生産した最大の戦車となった。

## 開発
1940年、第二次世界大戦の開始早々にドイツに敗北したフランスではあるが、占領下でも極秘の戦車開発が複数行われており、ドイツ海軍向けや民間用などと称して、部分的要素や装軌式車体に限ってではあっても密かに計画を進めていた。
これらの努力はCDM（Camouflage du Materiel）という組織に統制されており、ヴィシー政権の秘密軍組織が停戦条件によって禁じられていた資材の製造を試み、最終的にはこれらの部分的要素を組み合わせ75 mm 砲で武装した先進的30トン級戦車を開発するものだった。この計画はトロリーバスやサハラ横断装軌・レール接続規格、ノルウェーのドイツ海軍向け装軌式雪かき車などを含むような非常に異様なものだった。参加した企業はLafflyとLorraineで、どちらも占領下フランスの軍事設計陣であり、モリス・ラヴィロット（Maurice Lavirotte）が指揮をとった。
1944年8月のパリの解放で誕生した新たなフランス臨時政府は、列強としての立場を取り戻すため連合軍の一員として可能な限り戦争に貢献する軍事的努力を確立しようと試みた。それを実現する手段の一つが戦車の製造を速やかに再開することだった。
第二次世界大戦前のフランスはソ連に次ぐ世界で第2位の戦車生産国であった。しかしフランスの軽・中戦車の設計は完全に陳腐化しており、この時代格差を補うような改良を速やかに施す方法はなかったが、連合国のうち今後のフランスの同盟国となるであろう米英は、ティーガーIIのような重戦車を実戦で運用できておらず、この分野ではドイツ軍に対し劣勢だった。このため、「重戦車」に限っては、大戦前の段階に留まっているとは言え、当時世界最大・最重の重戦車であるシャール 2Cを開発できたフランスにとって、他国との間に大きく開いた格差を補うことが出来るかもしれなかった。個別に見れば設計は既に陳腐化していたが、大型で重装甲の車両は、まだ有用かもしれなかったからである。
また、この計画には第2の重要な目的があった。それは、単純にこのままでは仕事がなく、転職を余儀なくされてしまうフランスの兵器技術者を、将来的に十分なだけ確保し、技術の喪失を防ぐことであった。
上述のような理由から、占領解放後の厳しい時期であるにもかかわらず、600輌の重戦車の生産が決定され、設計は元APX（Atelier de Puteaux、陸軍ピュトー工廠）ないしAMX（Atelier de Construction d'Issy-les-Moulineaux、イシー＝レ＝ムリノー工廠）に所属していた技術者が結集したDEFA（Direction des Etudes et Fabrications d'Armement）が担当し、生産はARL（Atelier de Construction de Rueil）が担当した。ここから、この新型重戦車は“ARL 44”と名付けられた。この仕様は当初は過剰に野心的なものではなく、60 mm の装甲厚と新型長砲身75 mm 砲を要求しており、後者はラファルグによって開発された鋼板80 mm を1000メートルの距離で貫徹可能な75 mm CA 32砲として実現していた。
ドイツ占領から解放された時点でのフランスは世界の工学開発からかなり孤立しており、設計は主にルノーB1やルノーG1、FCM F1といった、戦前に自らが行った既知のそれに基づいて行われた。1940年から1944年の占領期間中に開発されたコンポーネントを用いることが試みられたが、互換性がないことが証明された。古い設計に依存した結果、ARL 44はルノーB1の履帯で用いられたような旧型のサスペンションと小型のホイールを採用し、最高速度が時速30キロほどに制限されてしまった。もっと先進的な海外のサスペンションを採用しようという提案は「純フランス製の戦車」という地位を妥協できず却下された。エンジンはタルボの450馬力かパナールの400馬力のものが想定されていた。資源の欠如とパリ周辺のインフラが破壊され壊滅的だったことが災いし、開発の進行は非常に遅かった。今だ戦時下の情勢では紙や製図用具でさえ手に入れるのが困難であり、実際の作業には大きな支障が伴なった。
1945年2月、技術者と軍の会合が開かれた。戦車士官が直ちに戦車の設計について「現行の仕様では連合軍から無償で提供されるM4中戦車にさえ劣り、まったく無意味である」と指摘した。これによりARL 44に120 mm 厚の傾斜装甲を備えることが決定されたが、これによる重量増加により、想定段階でさえ既に総重量は43トンにもなっていた。また、武装は利用可能な中でもっとも強力なものが必要とされ、アメリカ軍の76 mm 砲（口径長 52）やイギリスのオードナンス QF 17ポンド砲（砲口径 76.2 mm、口径長 58.3）を超える戦車砲として、連合軍がいまだ運用できていない、長砲身 90 mm 砲が要求された。

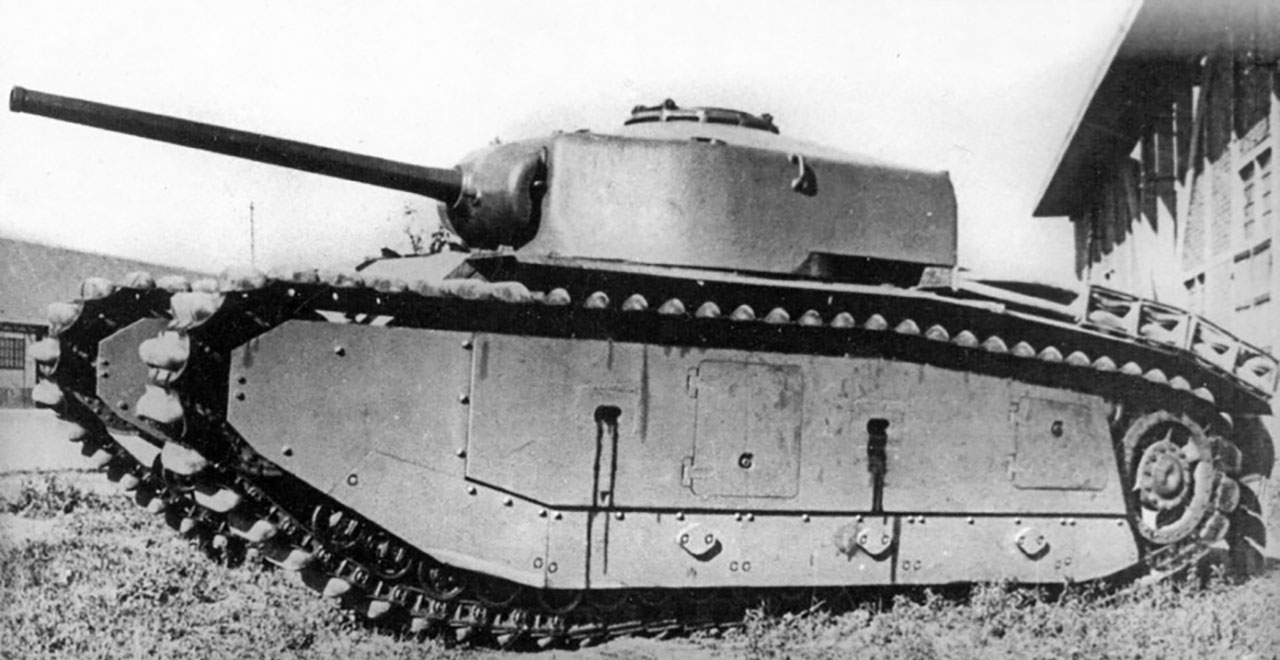
1946年3月に完成した試作1号車
アメリカ製76 mm 砲を備えた“ACL 1”砲塔を搭載している

1945年5月の終戦時には、ARL44はMaurice Lavirotte将軍率いる設計チームによって、木製のモックアップだけは完成していた。しかし、戦闘終結は計画の終了を意味しなかった。フランス戦車設計の継続と国威高揚のため、実際の戦術的要求はこれ以上存在しないにもかかわらず、60輌の生産が決定された。翌1946年3月、最初の試作車両がテストされた。この試作1号車はロワール造船所 (ACL)が生産した、アメリカ製76 mm 砲を備えたACL 1砲塔を搭載しており、これは後に、ルノーF1のものを元に設計された、マズルブレーキ付き90 mm DCA艦載対空砲（砲口初速1000メートル毎秒）を備えたシュナイダー砲塔に置き換えられた。これによりARL 44はこの砲を搭載した最初のフランス戦車となった。1947年6月27日に行われた射撃試験ではこの砲はV号戦車パンターの70口径 7.5cm戦車砲より高精度であると証明された。
ARL44は順調に生産されたものの、主に武装の変更などにより砲塔の開発生産が遅延し、1946年内に40台がFAMHにより、20台ルノーにより作られた車体部分だけが生産され、倉庫に保存されていた。先行して完成していた車体に砲塔を取り付けることは1949年までできなかった。なお、これら完成車ではエンジンは1945年夏にJoseph Molinie将軍率いる部隊が接収したドイツのマイバッハHL230（600馬力：実出力575馬力）を備えていた。

## 構造

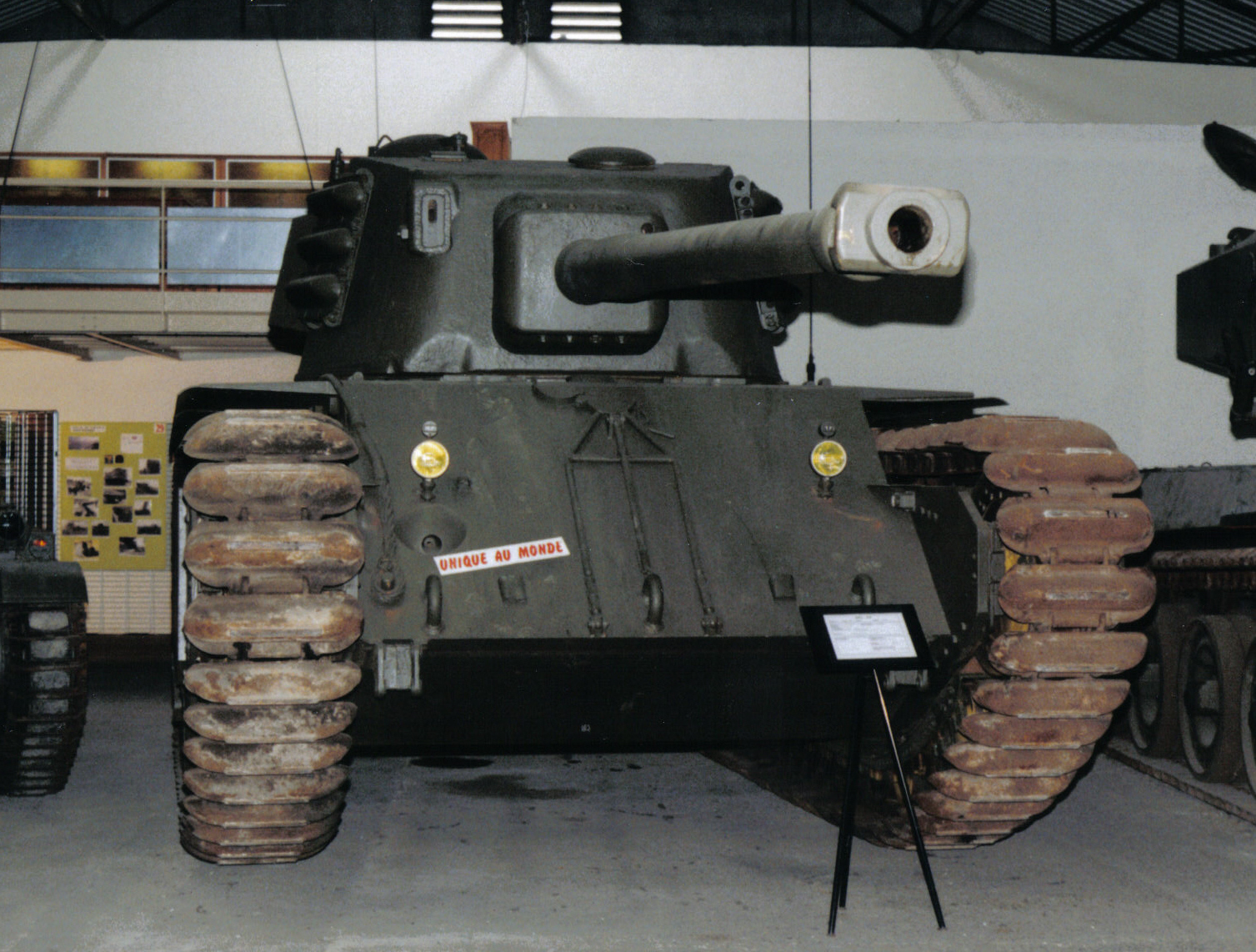
ソミュール戦車博物館に展示されるARL 44
3輌現存するうちの1輌

ARL 44はそれ以前のフランス重戦車の設計を色濃く受け付いていることが克明にわかる。車体は長く、9メートル以上あるが、車幅はそれに比べ狭く、広い塹壕を乗り越えられることを第一に設計された第一次世界大戦時の設計思想によるものだった。主車輪は多くの小さなホイールを有する形式で、側面を装甲板に覆われたサスペンション構成は1930年代にはすでに時代遅れになっていた代物で、ルノーB1系列を元にしていることを明示しており、それらと本質的には同一のものである。
この形状はしばしば戦前のスーパー ルノーB計画と比較される。速度も同様に抑えられており、戦後の50トン級戦車としてはもっとも低速である。これは部分的にはエンジンが十分強力でないためでもあり、これは本来はより効果的な石油・電気変速機を用いることで補う予定だった。しかしこの種の変速機は容易に過熱状態となるという重大な欠点があり、ARL 44は印象的な換気装置と冷却ダクトの複雑な配置を備えることとなり、エンジンデッキは拡張された。車体の前面は120 mm 厚で45度傾斜しており、垂直の170 mm 装甲と同等の防護力を有する。車体の前面装甲右側には固定式の7.5 mm 機関砲が備えられていた。
明らかに時代遅れの設計思想で構成された車体部に比べ、砲塔はそれよりは遥かに近代的な部分であるが、同時にいくらか粗野に溶接され、90 mm 砲を支えるのに十分な大きさの砲塔を完全には用意できなかったことへの間に合わせの解法が見て取れる。76.2mm砲を装備していた試作車と異なり、量産車では砲塔正面は防盾で完全に覆われてはおらず、防盾は砲基部の開口部だけを覆う小型のものとなっていた。
総括すれば、ARL 44は不十分で洗練されていない設計であり、後に過渡的な戦車と呼ばれている。主な意義は重量級戦車の設計経験を得たことであった。これが多くの技術者に与えた主な教訓は、“あまりに重い戦車を構築するのは賢明ではない”ということで、これはより野心的で大型なAMX-50の失敗で強められた。フランスが完全な戦後型設計の戦車を開発するのは、16年後の1966年に主力戦車AMX-30まで待たなければならなかった。

## 運用実績
ARL 44を装備したのはムルムロン＝ル＝グランに駐留する第503戦車連隊で、1950年に17輌のパンターから代替し運用した。運用開始した当初、ARL 44は信頼性に乏しく、ブレーキやギアボックス、サスペンションがあまりに脆弱だった。特別な改善プログラムにより大部分は改善されたが、公的な場に現れたのはただ一度だけで、10輌のARL 44が1951年7月14日のフランス革命記念祭へのパレードに参加したのが最初で最後になった。
アメリカにて同じく90 mm 砲を装備するM47パットンが開発され、これはフランスにも供与されることが決定し、総合性能で遥かに劣るARL44は1953年を目標に段階的に退役することになってしまった。退役した車両は少数が展示用として再利用された他は、射撃標的として用いられた。
なお、フランス軍から退いた車両はアルゼンチンに輸出されたともいわれるが、確たる根拠はない。

## 現存車両
ARL 44は三輌が現存しており、ソミュール戦車博物館、ムルムロン＝ル＝グランの第501＝503戦車連隊、Fontevraud-l'Abbayeの第2竜騎兵連隊にて保存・展示されている。
また、アルザス地方のラ・ヴァンツェノーに2017年に開館した軍事博物館、Musée Militaire Park France((仏語版)には、スクラップ状態で回収されたARL44が収蔵されており、レストアの計画が進められている。

## 登場作品

### アニメ
『ガールズ&パンツァー 最終章』
最終章第1話、第2話にてBC自由学園の重戦車として登場。90mm砲搭載型。

### ゲーム
『R.U.S.E.』
フランスの重戦車として登場。
『War Thunder』
フランスの重戦車(75mm砲搭載型)及び駆逐戦車(90mm砲搭載型)として登場。
『World of Tanks』
フランス軍の重戦車として登場。